# همايون شاهرخي
همايون شاهرخي (بالفارسية: همایون شاهرخی) ، من مواليد 2 مارس 1946، هو لاعب ومدرب كرة قدم إيراني معتزل، بدأ مسيرته الرياضية سنة 1964، واعتزل عن اللعب سنة 1978، وأكمل مشواره التدريبي من عام 1979، واعتزل عن التدريب نهائياً سنة 2007.